# La Course aux maris
Pour plus de détails, voir Fiche technique et Distribution.
La Course aux maris (titre original : Every Girl Should Be Married) est un film américain réalisé par Don Hartman en 1948.

## Synopsis
Vendeuse dans un magasin de vêtements pour enfants, Anabel Sims (Betsy Drake) est déterminée à trouver le mari idéal. Elle jette son dévolu sur Madison Brown (Cary Grant), un séduisant pédiatre, et élabore tout un plan pour le séduire...

## Fiche technique
- Titre : La Course aux maris
- Titre original : Every Girl Should Be Married
- Réalisation : Don Hartman
- Scénario : Don Hartman et Stephen Morehouse
- Photographie : George E. Diskant
- Montage : Harry Marker
- Musique : Leigh Harline
- Direction artistique : Carroll Clark et Albert S. D'Agostino
- Décors : Darrell Silvera et William Stevens
- Costumes : Irene Sharaff
- Producteur : Don Hartman
- Producteur exécutif : Dore Schary (non crédité)
- Société de production : RKO Radio Pictures
- Société de distribution : RKO Radio Pictures
- Pays d'origine :  États-Unis
- Langue originale : anglais
- Format : noir et blanc – 35 mm – 1,37:1 – mono (RCA Sound System)
- Genre : Comédie
- Durée : 85 minutes (1 h 25)
- Dates de sortie : 
  -  États-Unis : 25 décembre 1948
  -  France : 3 mars 1950

## Distribution
- Cary Grant : le docteur Madison W. Brown, un pédiatre célibataire sur qui Anabel jette son dévolu
- Franchot Tone : Roger Sanford, le directeur d'un grand magasin et patron d'Anabel
- Betsy Drake : Anabel Sims, une vendeuse de grand magasin qui s'est mis en tête d'épouser le docteur Brown
- Diana Lynn : Julie Hudson, la meilleure amie d'Anabel
- Alan Mowbray : M. Spitzer
- Elisabeth Risdon : Infirmière Mary Nolan
- Richard Gaines : Sam McNutt
- Harry Hayden : Gogarty
- Chick Chandler : Harry, le vendeur de soda
- Fred Essler : Pierre
- Anna Q. Nilsson : une vendeuse
- Eddie Albert : Harry Proctor dit « Old Joe », le soupirant qui ressemble à Eddie Albert
- Leon Belasco : le violoniste
- Dan Foster : le marchand de cigares
- Charmienne Harker : Mlle King
- Louise Franklin : la liftière
- Claire Du Brey : Mme Willoughby
- Larry Steers : un patron de restaurant

## À noter
- Il s'agit du premier film de Betsy Drake.
- Cary Grant et Betsy Drake se marièrent réellement un an plus tard et tournèrent encore ensemble dans Cette sacrée famille.